# 黑伦霍夫
黑伦霍夫（德語：Herrenhof，發音：[ˈhɛʁənˌhoːf] ⓘ）是德国图林根州哥达县曾经的一个市镇，面积4.38平方千米，2023年12月31日人口为713人。2024年1月1日，黑伦霍夫并入市镇格奥尔根塔尔。